# Cuverville-sur-Yères
Cuverville-sur-Yères település Franciaországban, Seine-Maritime megyében. Lakosainak száma 193 fő (2022. január 1.). Cuverville-sur-Yères Avesnes-en-Val, Bailly-en-Rivière, Baromesnil, Le Mesnil-Réaume, Saint-Martin-le-Gaillard és Sept-Meules községekkel határos.

## Népesség
A település népességének változása:
| Lakosok száma | 205  | 201  | 203  | 199  | 200  | 196  | 196  | 194  | 193  |
|               | 2013 | 2015 | 2016 | 2017 | 2018 | 2019 | 2020 | 2021 | 2022 |